# 마이크로소프트 코타나
마이크로소프트 코타나(영어: Microsoft Cortana)는 마이크로소프트가 윈도우 폰 8.1, 마이크로소프트 밴드, 윈도우 10 용으로 제작한 인공지능 소프트웨어이다.
코타나라는 이름은 마이크로소프트의 게임 시리즈 《헤일로》의 동명의 등장인물에서 유래했다. 미국 버전의 코타나는 게임 헤일로의 실제 코타나의 성우인 젠 타일러가 맡았다. 코타나는 윈도우 10 9926 빌드에서 공개가 되었지만 영어나 스페인어, 중국어, 독일어 정도가 지원이 되고 한국어는 현재 지원하지 않는다. 웹 브라우저 마이크로소프트 엣지와 연동된다.
그러나 2023년 8월 12일에 종료됐으며 마이크로소프트 코파일럿으로 대체되었다.

## 같이 보기
- Siri
- 구글 어시스턴트
- 아마존 알렉사